# Marc Hurtado
 (juin 2014).
Marc Hurtado est un musicien, réalisateur et scénariste français né en 1962 à Rabat au Maroc.

## Biographie

### Musicien
En 1977, il forme avec son frère Éric Hurtado le groupe français Étant donnés.
En 2003, il sort un premier disque Blind Speed avec le label parisien Fiat Lux comprenant quatre titres dont un d'Étant donnés remixé par Exotica (« alias Olivier Gauthier, cofondateur du label Fiat lux en 1996 », in Carnets Noirs, Acte II, La scène francophone, 2006) et un second remixé par The Hacker.
Il compose et enregistre cette même année l'album Wide Open accompagné de la chanteuse berlinoise Saba Komossa qu'il a rencontré lors d'un concert commun d'Étant donnés et de Delkom en 1990. Saba Komossa est justement connue pour sa collaboration au projet Delkom avec Gabi Delgado du groupe D.A.F.. 
L'album sort en 2004 avec le label de Grenoble Discordian Records. Il est enregistré  et mixé par Franck Österland au Setalite Studio, Berlin en juin 2004. Il fait suite à la sortie le 4 septembre 2004 du disque vinyle Massive Hot Flesh comprenant un titre original et trois remix proposés par Marc Hurtado, Laurent Chambert du duo Rose et noire et Original Molock Product.
Il produit deux titres avec Marie Möör Sol Ixent dietro una rosa (inédit).
En 2010 il enregistre l’album Sniper avec Alan Vega. Les deux artistes se sont rencontrés en 1998 lors de l'enregistrement de l'album Re Up d’Étant donnés (Les Disques du Soleil et de l'Acier, 1999).
Il fonde ensuite « le groupe Neue Weltumfassende Resistance avec Gabi Delgado (D.A.F.), le groupe Hurtacker avec The Hacker (Miss Kittin and The Hacker) et le groupe Hidden Treasure, avec Sky Saxon (The Seeds) ». 

#### Sol Ixent
En 2015, Il travaillait toujours sur ledit projet Sol Ixent,. Ce devait être « une structure totalement ouverte et libre » afin de « développer toutes sortes de collaborations et de recherches musicales et visuelles ».
Il a aussi composé et réalisé la musique des films : Hotel de Jessica Hausner et de Memento Mori de Mathieu Dufois, Met, Grenoble de Philippe Grandrieux et c'est à l’occasion de la réalisation de la bande originale du long métrage  La Vie nouvelle en 2002, et toujours de Philippe Grandrieux, que Marc Hurtado fonde le projet Sol ixent. Dans un entretien avec Jean-François Micard pour le magazine D-Side et publié en 2004, Marc Hurtado explique comment est né le projet musical : « lors de l'enregistrement de la BO du film  La Vie nouvelle, Philippe Grandrieux avait besoin de cinq titres techno pour des scènes de discothèques, j'ai enregistré ces morceaux sous le nom de Sol Ixent ». Pour distinguer ce travail de celui engagé avec Étant donnés, il précise une démarche intentionnellement plus « fluide et hédoniste » pour les sensations procurées par « l'ivresse de la danse, de la lumière, de la vitesse, de la joie, de l'amour, de l'érotisme ».

## Discographie
Hurtado a collaboré avec des artistes aussi différents qu'Alan Vega, Michael Gira, Genesis P-Orridge, le trompettiste Mark Cunningham et ou Lydia Lunch en 2016 sur l'album My Lover the Killer ou Bachir Attar (The Master Musicians of Jajouka). 
Outre la discographie donnée par le groupe Étant donnés, celle attachée à son nom illustre assez bien la nature bicéphale de son parcours.

### Bande originale
- La Vie nouvelle de Philippe Grandrieux (2002)[13].

### Remix
- You Can Watch (Sol Ixent Remix) / Self-Inflicted (album) - Implant, label Alfa Matrix, 2005.
- Miles from Here (Sol Ixent Remix) / Letting Go (album) - Stray, 2012.
- Adranalina (Sol Ixent Remix) / Wide Lights from Hatred Springs (album) - Ushersan & Hiv+, 2012.